# Загублена планета (роман)
«Загублена планета» (англ. The Lost Planet) — молодіжний науково-фантастичний роман шотландського письменника-фантаста Енгуса Маквікара, надрукований 1953 року в Лондоні видавництвом Burke Publishing Co. Перша книга з однойменної серії, яку адаптували під радіо- (Дитяча година 1952, BBC Home Service) та телеверсію.
в основній частині серії вийшло 6 романів: «Загублена планета» (1953), «Повернення на Загублену планету» (1954), «Таємниця Загубленої планети» (1955), «Червоне полум'я Загубленої планети» (1959), «Небезпека на Загубленій планеті» (1960) та «Космічний агент з Загубленої планети». Дві наступні книги продовжують розповідь про пригоди Космічного агента: «Космічний агент та Вогняні острови» (1962) та «Космічний агент та давня небезпека» (1964). Перша науково-фантастична серія, яка коли-небудь перекладалася івритом і мав значний вплив на розвиток цього жанру в Ізраїлі.

## Сюжет
Оповідач, 16-річний Джеремі Грант, який нещодавно осиротів, подорожує з Австралії до Шотландії, щоб зупинитися у свого дядька-вченого, доктора Лаклана Маккіннона, у його маєтку Інверард. Він виявляє, що дратівливий МакКіннон та його колеги, включаючи професора Швеції Ларса Бергмана, американського інженера Спайка Странахана, студентку природничих наук Джанет Кемпбелл, економку з Кокні Медж Сміт та інженера Курта Оппенгейма, будують космічний корабель на атомних двигунах для подорожі до Гесікоса, блукаючої «втраченої команди», яка зараз знаходиться за декілька днів польоту над Землею і яка, як відомо, має близьку до Земної гравітацію та атмосферу придатну для дихання.
Виявляється, що Оппенгейм — шпигун і диверсант, який працює у конкуруючій експедиції під керівництвом професора Германова зі східноєвропейської країни. Оппенгейма звільняють, а згодом Германов відвідує Інверард, щоб спробувати переконати дві експедиції об’єднати зусилля, але на заваді цьому стають знадто багато підозр та ворожнечі. Місце Оппенгейма займає Грант.
Їх зліт та подорож проходять без проблем, але механічна несправність спричиняє аварійну посадку на Гесікосі, внаслідок якої зазнає пошкодження радіоприймач і виглядає все так, що корабель не зможе злетіти знову. Тим не менше, екіпаж починає досліджувати місцевість, знаходячи атмосферу спокою, яка заспокоює їх тривоги та характери. Вони поступово розуміють, що значна частина планети взимку покрита високим снігом та льодом, що робить життя рослини неможливим, а їхнє виживання — малоймовірним.
Під час однієї поїздки вони зустрічають Германова та його помічника Андрєєва, чий космічний корабель приземлився за декілька миль. Особистість Германова також пом'якшилася, і він негайно пропонує відвезти Маккіннона та його колег до Землі до неминучого настання зими. Маккіннон стурбований перевантаженням космічного корабля, і в останній момент, потайки від інших, покидає корабель, щоб повернутися до свого власного, сподіваючись пережити холод, допоки не вдасться організувати рятувальну експедицію.
Безпечно повернувшись на Землю, Грант і Кемпбелл отримують радіоповідомлення азбукою Морзе від Гесікоса, яке підтверджує, що Маккіннон живий. Протягом декількох днів Германов і Странахан вирушили рятувати його. Сиквел «Повернення на Загублену планету» розпочинається з вище вказаного моменту.